# Milan Zápotocký
Milan Zápotocký (* 16. června 1933 Praha) je český archeolog, zabývající se především obdobím eneolitu ve střední Evropě a raným středověkem v severozápadních Čechách.

## Život

### Studia
V letech 1952–1957 vystudoval Filosoficko-historická fakulta KU v Praze, obor prehistorie – národopis. Absolvoval seminář u prof. Jana Filipa. V roce 1957 obhájil diplomovou práci Počátky eneolitu v Čechách a získal titul promovaný historik.
V roce 1966 získal titul CSc. na základě práce Slovanské osídlení na Litoměřicku. V roce 1968 získal titul PhDr.

### Zaměstnání
V letech 1956–1960 pracoval jako vedoucí pravěkého oddělení Severočeského krajského muzea v Teplicích, v letech 1960–1973 pak ve stejné funkci v Okresním muzeu v Litoměřicích. V letech 1968–1969 absolvoval díky nadaci Alexander-von-Humboldt-Stiftung studijní pobyt na Ústavu pro prehistorii a ranou historii univerzity v Kielu (Institut für Ur-und frühgeschichte der Universität Kiel) u profesora Georga Kossacka. Od roku 1973 je vědeckým pracovníkem Archeologického ústavu Akademie věd České republiky v Praze, nyní (2022) jako emeritní pracovník.

### Osobní život
Jeho manželkou byla archeoložka Marie Zápotocká.

## Dílo

### Výzkumy
- 1956–1973 – výzkumy na území Severočeského kraje;
- 1973–1979 – expedice ARÚ v Bylanech, záchranné a systematické výzkumy na Kutnohorsku a Čáslavsku;
- 1980–1989 – výzkum hradiště řivnáčské kultury Kutná Hora – Denemark (s M. Zápotockou)[3]
- 1989–1990 – pravěké a raně středověké hradiště Kutná Hora – Cimburk.

### Projekty
- 2005 – Výšinná sídliště a hradiště středního eneolitu v Čechách (3400–2800 př. n. l.), (GA404/02/0481)
- 2008 – Badenská kultura v Čechách (ca 3400–3100 před n. l.), (GA404/05/2047)[4]
- 2010–2011 – Severozápadní Čechy ve starším eneolitu (38.–34. stol. př.Kr.): sídelní areály, periodizace ( GAP405/10/1499)[5]
- 2015 – Raně eneolitická jordanovská skupina (ca 42.–40. stol. před n. l.): sídelní areály, periodizace (GA404/08/1176)[6]

## Publikace
- ZÁPOTOCKÝ, Milan. Slovanské osídlení na Litoměřicku. In:  Památky archeologické ; 56. Litoměřice: Československá akademie věd, 1965. S. 205–391.
- ZÁPOTOCKÝ, Milan. Katalog středověké keramiky severočeského Polabí = Katalog der mittelalterlichen Keramik aus dem nordböhmischen Elbegebiet. Praha: Archeologický ústav ČSAV, 1979. 227 + 96 stran obrazových příloh s. (česky a německy)
- ZÁPOTOCKÝ, Milan. Streitäxte des mitteleuropäischen Äneolithikums. Weinheim: VCH : Acta Humaniora, 1992. xii + 563 s. ISBN 3-527-17714-0. (německy)
- ZÁPOTOCKÝ, Milan; PEŠKE, Lubomír; VENCL, Slavomil. Cimburk und die Höhensiedlungen des frühen und älteren Äneolithikums in Böhmen = Cimburk a výšinná sídliště raného a staršího eneolitu v Čechách. Praha: Archeologický ústav AV ČR, 2000. 342 s. ISBN 80-86124-23-1. (německy a česky)
- ZÁPOTOCKÝ, Milan; ZÁPOTOCKÁ, Marie. Kutná Hora - Denemark : Hradiště řivnáčské kultury (ca 3000–2800 př. Kr.). In: ERNÉ, Michal. PAMÁTKY ARCHEOLOGICKÉ – SUPPLEMENTUM 18. Praha: Archeologický ústav AV ČR, 2008. Dostupné online. ISBN 978-80-86124-84-1.
- NEUSTUPNÝ, Evžen; ZÁPOTOCKÝ, Milan; DOBEŠ, Miroslav; ŠUMBEROVÁ, Radka. Archeologie pravěkých Čech. Svazek 4. Eneolit. Praha: Archeologický ústav AV ČR, 2008. 185 s. ISBN 978-80-86124-77-3.
- ZÁPOTOCKÝ, Milan. Cimburk und die Höhensiedlungen des frühen und älteren Äneolithikums in Böhmen = Cimburk a výšinná sídliště raného a staršího eneolitu v Čechách. Praha: ARÚ AV ČR, v.v.i., 2009. 1 CD-ROM (342 stran) s. ISBN 978-80-87365-13-7. (německy a česky)
- NEUSTUPNÝ, Evžen; ZÁPOTOCKÝ, Milan. The prehistory of Bohemia. Svazek 3. The Eneolithic. Praha: Archeologický ústav AV ČR, 2013. 200 s. ISBN 978-80-87365-56-4. (anglicky)

## Ocenění díla
- 1989 – Jmenován dopisujícím členem Německého archeologického ústavu v Berlíně (Deutsches Archäologisches Institut)
- 1968 – Čestné uznání ministerstva kultury za práci v muzejnictví
- 1969 – Krajská cena Severočeského kraje za práci v kultuře.